# 蟆口鸱科
蟆口鸱科（学名：Podargidae），也称为蛙口夜鹰科，是夜鸟类蛙口夜鹰目中的唯一一个科，包括三属。该科传统上并非单独的属，而是属于夜鹰目。

## 下级分类
本科包括以下属：
- 亞洲蟆口鴟屬 Batrachostomus Gould, 1838
- 蟆口鴟屬 Podargus Vieillot, 1818
- 所羅門蟆口鴟屬 Rigidipenna Cleere et al., 2007[4]